# Festival Cielos del Infinito
El Festival de Artes Cielos del Infinito, se realiza en Región de Magallanes y de la Antártica Chilena, convirtiéndose en el festival de artes más austral del mundo. Esta iniciativa, desarrollada ininterrumpidamente desde 2008 fuera de la capital nacional, permite despertar el interés por el arte y la cultura en las comunidades de las zonas geográficas más aisladas del territorio latinoamericano.

## Historia

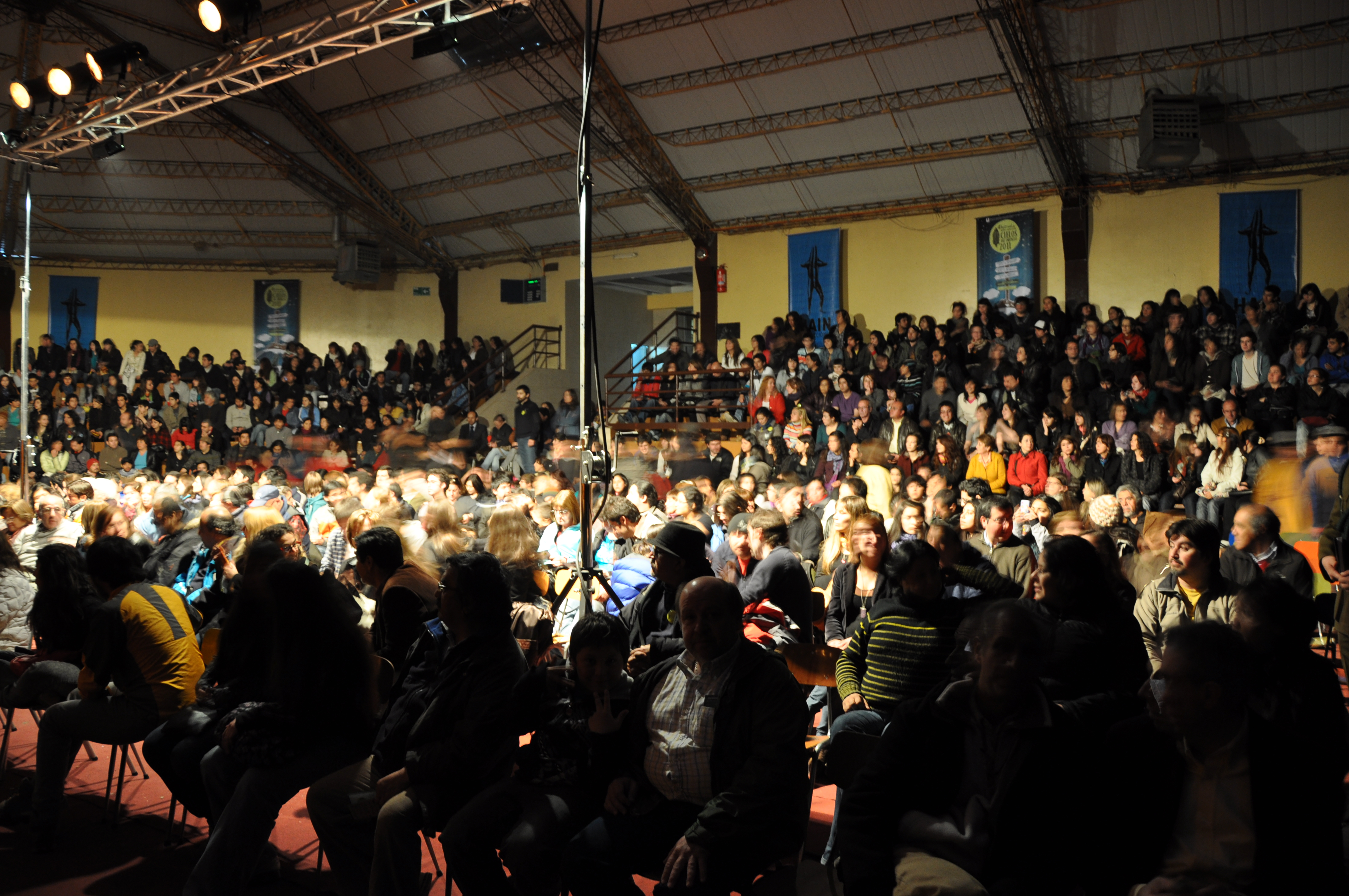
Gimnasio del Liceo San José durante una función

El festival fue fundado en 2008 por actores jóvenes de Punta Arenas, la capital de la región, como una alternativa a la escasez de posibilidades culturales en el sur de Chile. En el primer año los organizadores tenían que enfrentar los desafíos del financiamineto y de la búsqueda de lugares adecuados, así que las primeras funciones tuvieron lugar en un gimnasio, en una ex-cárcel y en un contenedor. Gracias al éxito de la primera versión, se obtuvo el apoyo del Consejo Nacional de la Cultura y las Artes, lo que permitió la segunda versión del festival. Debido al cierre temporal del único teatro en Punta Arenas, el festival se realiza desde 2009 en distintos lugares que son adaptados para realizar presentaciones, además se intervienen espacios públicos y lugares emblemáticos de la zona. A partir del año 2010 el festival logró expandirse a ciudades cercanas como Puerto Williams y Puerto Natales. En 2011, además de espectáculos de Chile, se incluyeron en la programación obras de Argentina y España. Para 2012 está planeado funciones de obras de Argentina, Brasil, España y Francia.